# 1408 Trusanda
Az 1408 Trusanda (ideiglenes jelöléssel 1936 WF) a Naprendszer kisbolygóövében található aszteroida. Karl Wilhelm Reinmuth fedezte fel 1936. november 23-án, Heidelbergben.